# Municipio de Sharon (Dakota del Norte)
El municipio de Sharon (en inglés: Sharon Township) es un municipio ubicado en el condado de Steele en el estado estadounidense de Dakota del Norte. En el año 2010 tenía una población de 48 habitantes y una densidad poblacional de 0,55 personas por km².

## Geografía
El municipio de Sharon se encuentra ubicado en las coordenadas 47°38′42″N 97°55′12″O / 47.64500, -97.92000. Según la Oficina del Censo de los Estados Unidos, el municipio tiene una superficie total de 87.65 km², de la cual 87,56 km² corresponden a tierra firme y (0,1 %) 0,09 km² es agua.

## Demografía
Según el censo de 2010, había 48 personas residiendo en el municipio de Sharon. La densidad de población era de 0,55 hab./km². De los 48 habitantes, el municipio de Sharon estaba compuesto por el 100 % blancos. Del total de la población el 0 % eran hispanos o latinos de cualquier raza.